# Coliseo El Pueblo
El Coliseo El Pueblo es un escenario deportivo cubierto ubicado en Cali, Colombia. Diseñado por el arquitecto colombiano Pedro Enrique Richardson Saravia, del estudio Richardson y Yusti (junto con Libia Yusti). El cálculo de estructuras corrió a cargo de Guillermo Gonzalez Zuleta y Harold Arzayuz.  Fue inaugurado para los Juegos Panamericanos de 1971, su capacidad es de 12 000 espectadores. Fue el lugar de la fase final del Campeonato Mundial de Baloncesto de 1982 y de las modalidades de Gimnasia durante los Juegos Mundiales de 2013.
Está ubicado en la unidad deportiva Alberto Galindo, y es sede de las ligas vallecaucanas de tenis de mesa, lucha, taekwondo, esgrima, judo sambo y levantamiento de pesas.
Fue una de las sedes de la Copa Mundial de fútbol sala de la FIFA 2016, donde se jugaron los partidos por el tercer lugar y la gran final del torneo.